# 北京市第九十四中学

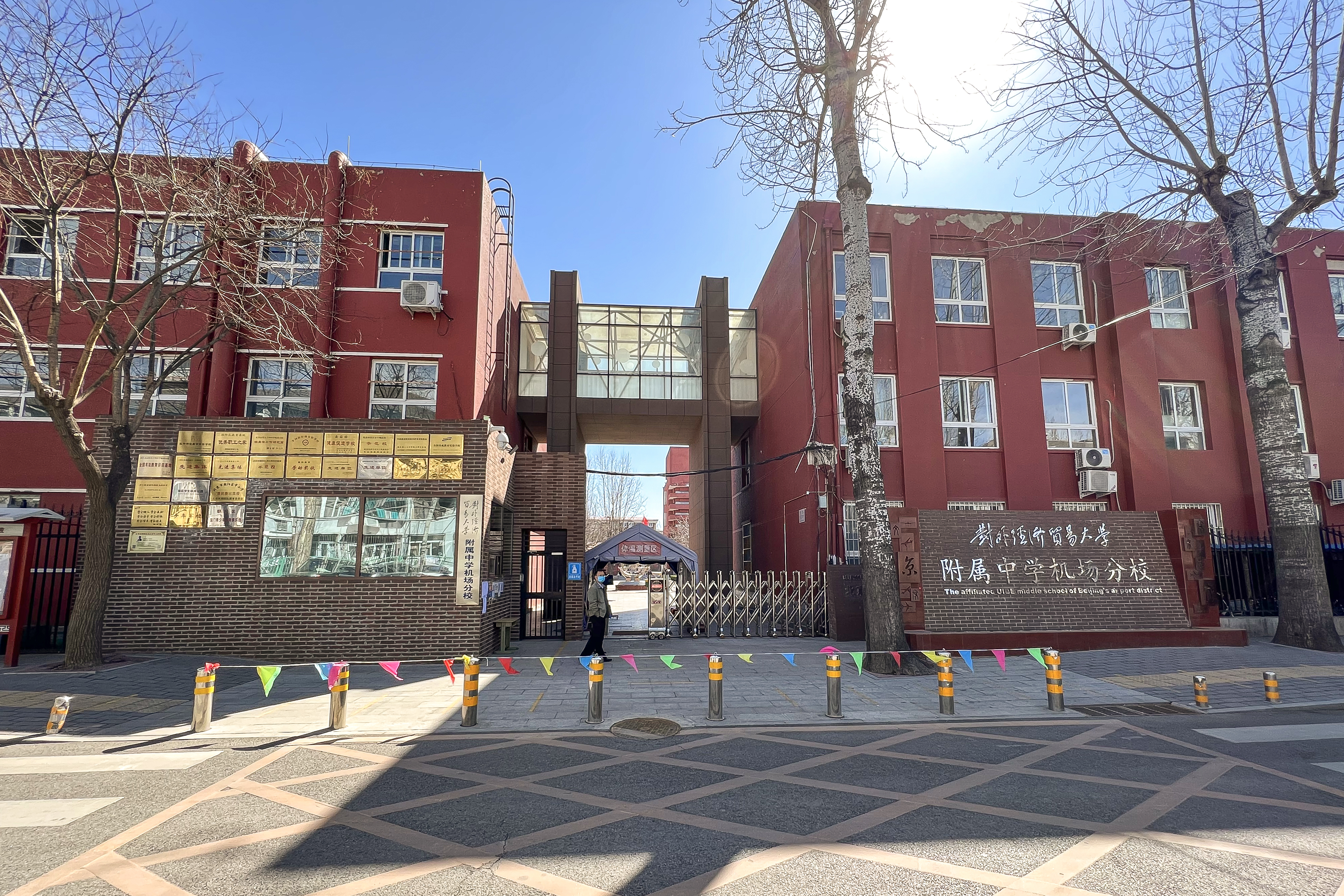
机场分校

对外经济贸易大学附属中学（北京市第九十四中学）始建于1956年，简称北京九十四中，1978年被认定为朝阳区首批区级重点中学，1996年北京市第九十四中学由酒仙桥地区迁入望京地区，2005年正式成为北京市级高中示范校，2007年高中部新校区启用，使其成为望京地区初高中部相临的市级示范校完全中学。高考升学率自2007年起稳步上升，学校综合实力在朝阳区高中排名前列。学校设有国际学生部，获得招收外籍学生资质，多次与日本韩国的高中校开展交流活动，并接受来自世界多个国家的交换生。国际特色成为学校发展的重要理念之一。北京市第九十四中学在首都机场街道另有一所独立的九年一贯制学校。九十四中学机场分校由原首都机场一小、首都机场二小和首都机场中学合并组成。至此，学校形成了完整的十二年制基础教育体系。
2015年4月10日，对外经贸大学附中附小正式揭牌。北京市第九十四中学增名为对外经济贸易大学附属中学。

## 荣誉
- 北京市级示范性中学
- 北京市对外开放学校
- 北京市体育运动传统项目（田径）学校
- 北京市首批中小学数字校园实验校
- 中国AFS国际文化交流项目成员学校

## 外部連結
- 學校網站